# Icaro X4

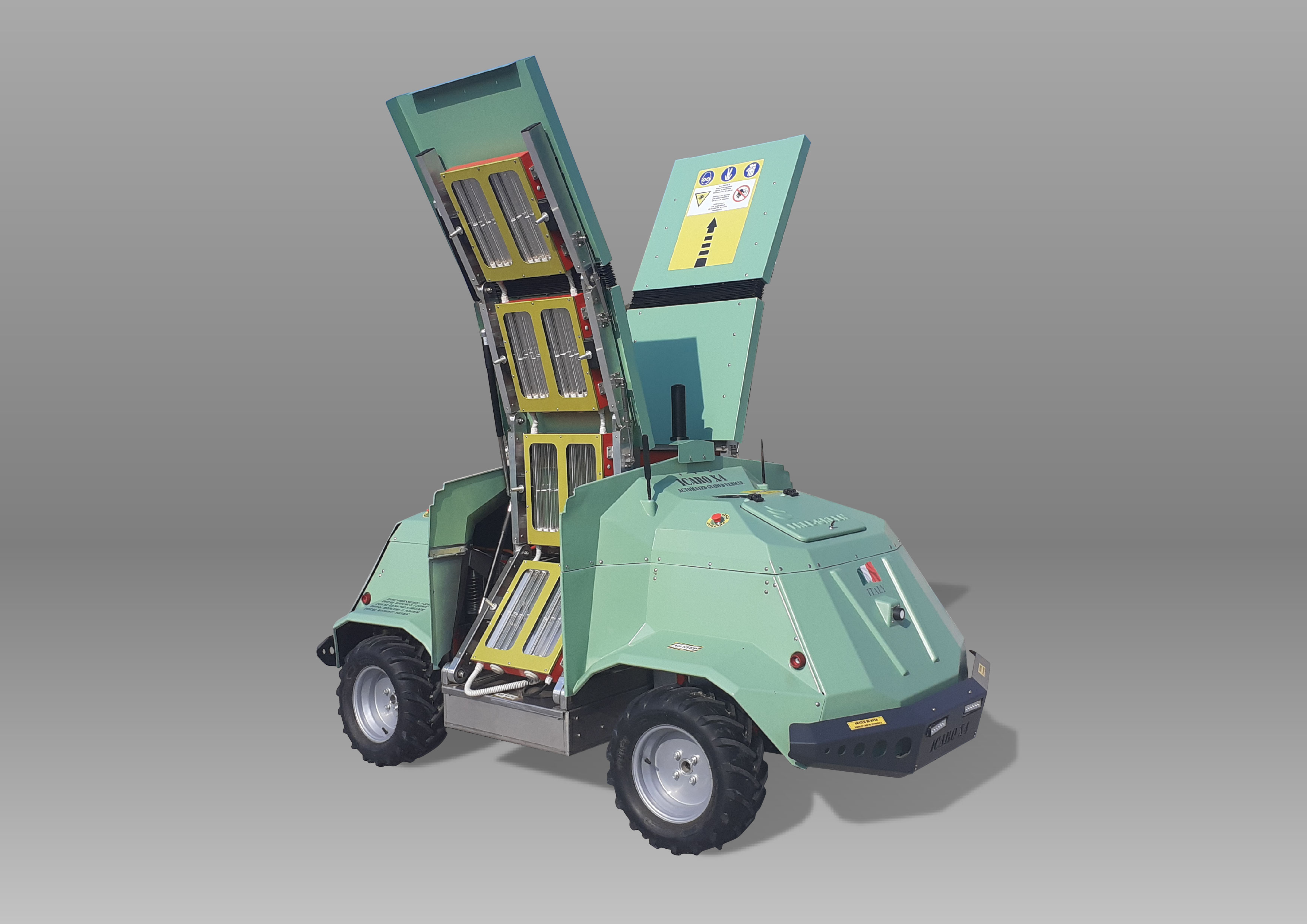
Icaro X4 con gli emettitori UV-C in posizione di lavoro, questi saranno chiusi automaticamente una volta terminato il trattamento.

Icaro X4 è il primo robot al mondo a guida autonoma con tecnologia ibrida per il trattamento dei vigneti con le radiazioni UV-C.

## La storia
Icaro X4 è un progetto italiano nato dal suo inventore Valter Mazzarolo, attuale direttore dell'ingegneria della Free Green Nature, società che produce il robot Icaro X4. 
Nel corso della sua carriera, è stato il pioniere di soluzioni innovative, nei più svariati settori dell'industria, depositando numerosi brevetti Nazionali ed Internazionali. Nell'anno 1992 ebbe l'idea, scoprendo le potenzialità dei raggi UV-C durante la progettazione di un'apparecchiatura elettronica (ballast elettronici) utilizzata per alimentare degli emettitori UV-C. In quel periodo, non erano disponibili le tecnologie per poter realizzare un progetto di simile entità, ma iniziò a sperimentarne l'efficacia sui vigneti. Venne installato sopra i pali di sostegno dei filari un carrello mobile e motorizzato di tipo scorrevole in un binario elettrificato a corrente continua in bassa tensione. Questo carrello fu indispensabile per poter provare molteplici combinazioni di lunghezze d'onda. La sperimentazione fu condotta nel Comune di Sarmede, nella Provincia di Treviso, sulla zona collinare nella frazione di Rugolo, portando l'uva a maturazione senza mai aver utilizzato prodotti chimici, rameici, o altri tipi di pesticidi.
Mano a mano che la tecnologia progrediva, il progetto prese forma, fino ad essere completato nell'anno 2020. Contestualmente fu fondata la società Start Up, Free Green Nature per la produzione dei robot, questa, situata nel Comune di Colle Umberto nella Provincia di Treviso. Nell'anno 2022 Maschio Gaspardo è entrato nel capitale sociale di Free Green Nature per consentire alla società Free Green Nature di ampliare la gamma dei Robot a guida autonoma per l'agricoltura.

## Il principio di funzionamento
Il principio di funzionamento è basato sull'emissione di raggi UV-C ad una determinata lunghezza d'onda, nella scala compresa fra 140>280 Nm (Nanometri). Le radiazioni emesse, passando la parete cellulare dei comuni patogeni dei vigneti (come ad esempio l'oidio, la botrite, la peronospora) provocheranno dei danni cellulari (dimeri di timina) causandone quindi l'inattivazione.
La frequenza dei passaggi è stabilita da una stazione base, composta da alcuni sensori ambientali, mediante un algoritmo e un sistema di trasmissione digitale dei dati, sono in grado di comunicare al Rover Icaro X4 la velocità di navigazione, la potenza di emissione e la frequenza dei passaggi; quest'ultima è di rilevante importanza, in quanto le radiazioni non avendo le proprietà di permanere sulle foglie per diversi giorni come i prodotti chimici. Diventa quindi indispensabile "trattare" ad intervalli stabiliti, per prevenire il riformarsi di nuovi patogeni. 

## Il Rover Icaro X4
Il Rover ICARO X4 a guida autonoma (AGV automated guided vehicle) è un veicolo a trazione integrale permanente di tipo elettrico. È equipaggiato da 4 motori di tipo brushless, collegati ad un moto riduttore di tipo cicloide.
I motori sono alimentati da una batteria al litio/Ferro fosfato di quarta generazione, la quale a sua volta è ricaricata da un generatore elettrico collegato all'albero del motore endotermico: un apposito regolatore di carica ha la funzione di regolarne la corrente e la tensione, formando quindi un veicolo Ibrido.
Il sistema di guida autonoma, è composto da un'antenna per la ricezione satellitare GNSS RTK che sfrutta le costellazioni satellitari e una serie di stazioni base per la correzione dell'errore, garantendo una precisione di navigazione di circa 1 cm.
L'apertura degli emettitori è completamente automatica, mediante un sistema cinematico servo assistito da motori elettrici, i quali consentono di chiuderli quando il rover ICARO X4 è in attesa di ricevere il comando di inizio lavoro. Questa soluzione oltre a proteggerli da urti o da eventuali grandinate, preserva gli emettitori da un eventuale deposito di polveri e umidità, i quali potrebbero influire negativamente nell'emissione delle radiazioni UV-C.
Uno speciale sistema di ventilazione frutto di anni di ricerca, facente parte dei segreti industriali dell'azienda Free Green Nature, consente di distribuire in maniera uniforme le radiazioni UV-C nella parte inferiore delle foglie della vite.

## La stazione base
Per ottenere la massima efficacia dei trattamenti con i raggi UV-C del sistema ICARO X4, il progetto prevede l'installazione nell'area di lavoro del rover di una stazione meteorologica per l'analisi ambientale. Questa stazione è formata da un pannello fotovoltaico per la ricarica di una batteria al litio che fornisce l'energia per il funzionamento dei sensori: velocità del vento, direzione del vento, pressione atmosferica, sensore pioggia, temperatura ambientale, umidità fogliare, irradiazione solare, sensore di rugiada. Questa stazione serve anche da sistema di correzione per la guida GNSS RTK del Rover: un'apposita antenna satellitare fungerà da stazione di riferimento per le correzioni differenziali; mediante un modem LTE invierà i dati nella rete internet a servizio del rover.
Un microprocessore avrà la funzione di eseguire un algoritmo matematico per l'analisi ambientale, formando un sistema "previsionale", il quale sarà in grado di inviare al rover il comando di inizio trattamento. La trasmissione dei dati al rover è di tipo digitale e tramite uno specifico trasmettitore ed un'antenna sarà in grado di inviare le informazioni in tempo reale.

## Le colture
L'efficacia dei trattamenti non si limita ai soli vigneti, ma anche ad altri tipi di colture: fragole, frutteti o vegetali, ove si renda necessario il trattamento contro le infezioni fungine o batteriche. Attualmente la sperimentazione è ancora in corso allo scopo di verificarne l'efficacia su ogni tipo di coltura, oltre a determinare i tempi di esposizione e il livello di energia da impiegare per l'inattivazione dei patogeni.
Nell'anno 2021 è stata eseguita la sperimentazione scientifica in laboratorio, esponendo ai raggi UV-C generati da Icaro X4 su dei campioni fogliari di vite, appositamente inoculati di peronospora, allo scopo di stabilire le modalità di esposizione per ottenere l'efficacia al 100%. I campioni fogliari sono stati conservati in uno speciale frigorifero, per consentire al patogeno di proliferare, senza subire alterazioni nel corso della sperimentazione: la cadenza fra l'esposizione e la pausa è stata fissata in 48 ore, questo per consentire un'accurata osservazione sulla crescita e la proliferazione.

## Brevetti e marchi
Icaro X4 è un'invenzione industriale di importanza strategica per la riduzione dei prodotti chimici nell'agricoltura: per questo, tutte le soluzioni tecnologiche adottate, sono tutelate da brevetti nazionali ed internazionali.
In un progetto cosi complesso, sono state implementate soluzioni tecnologiche innovative, nella meccanica, nell'elettronica, nei firmware e nei software e ogni innovazione/soluzione adottata è stata tutelata da brevetti. Oltre ai brevetti, la società ha registrato anche alcuni marchi inerenti al robot ICARO, rivendicando quindi la proprietà esclusiva.

## Leggi Europee
L'obbiettivo che è stato posto dalla Comunità Europea per il settore dell'agricoltura, è quello di ridurre del 50% l'uso dei fitofarmaci e del 20% i fertilizzanti entro il 2030. ICARO X4 consentirà di ridurli in alcune colture, mentre in altre potrà eliminarli completamente, raggiungendo l'obbiettivo prima della scadenza prevista.

## Sviluppi futuri
Questa tecnologia potrà essere in un futuro trasferita su altre colture, come ad es. le fragole, i frutteti, ortaggi e altri vegetali: per questo, la piattaforma ICARO opportunamente modificata, potrà soddisfare le richieste relative alla riduzione dei prodotti chimici nell'agricoltura.
La piattaforma a guida autonoma ICARO X4, potrà essere opportunamente modificata ed equipaggiata con altri dispositivi meccanici ed elettronici, al servizio dell'agricoltura.

## Progetti innovativi
La piattaforma di Icaro x4 ha generato nuove idee, con l'esperienza acquisita nel campo e durante una lunga serie di test, la Free Green Nature ha sviluppato Leonardo X4, un Rover a guida autonoma in grado di offrire la massima flessibilità, potendo essere equipaggiato con svariati accessori, utili alle lavorazioni nel vigneto o in campo aperto. Leonardo X4 avrà un innovativo taglia erba elettroidraulico di tipo trascinato con larghezza variabile, un taglia erba interfilare elettroidraulico, unico nel suo genere, ed una cimatrice elettroidraulica su entrambi i lati.

## L'azienda Free Green Nature

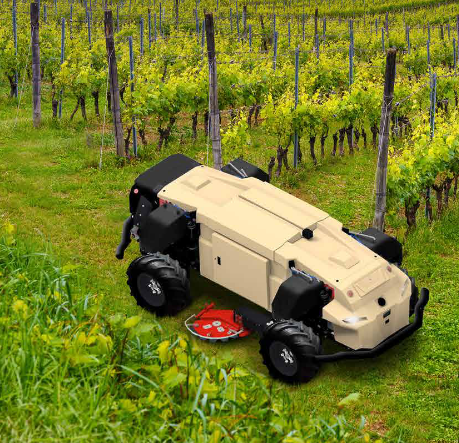
Leonardo X4 equipaggiato di taglia erba interfilare per vigneti.

L'azienda è una Start-Up che si occupa principalmente di ricerca e sviluppo di nuove tecnologie al servizio dell'agricoltura, le principali attività sono la progettazione: meccanica, elettronica hardware, firmware, software. Recentemente l'azienda ha creato una nuova squadra di sviluppo, composta da giovani e capaci sviluppatori, allo scopo di implementare l'intelligenza artificiale (AI) ampliando i servizi destinati alla guida autonoma e analisi dell'ambiente in Real time per i Rover Icaro X4 e Leonardo X4.